# Барятинский, Иван Михайлович Урюпа
Иван Михайлович Барятинский Урюпа — князь, воевода во времена правления Михаила Фёдоровича и Алексея Михайловича.
Сын князя и воеводы Михаила Фёдоровича Барятинского и княжны Марии Ивановны урождённой Колычева.

## Биография
Жилец (1638). Был на службе в Серпухове в полку князя Ивана Борисовича Черкасского (1638). Дворянин московский (1640). На службе в Туле в полку (1641). Воевода в Данкове (1643-1645). Пожалован в царские стольники (07 марта 1646). На службе в Ливнах в полку князя Григория Семёновича Куракина (1647-1648). Сопровождал Государя к Троице (октябрь 1650), в село Коломенское (октябрь 1650), к Троице (сентябрь 1651), в Звенигород (январь 1652). Находился в Рижском походе в Царском полку и ехал за Государём от Полоцка до Смоленска (1656-1657). В приезд грузинского царя Теймураза Давыдовича за столом "перед царевичем пить носил" (06 июля 1658). Воевода в Вязьме (1663-1664). При приезде голландского посла встречал его перед столовой, в сенных дверях (1665). Служил в Севске в полку Григория Семёновича Куракина, у знамени великого Государя (1668-1669). Дневал и ночевал у гроба царевича Симеона Алексеевича (05 июля 1669). Находился в низовом походе в полку князя Юрия Алексеевича Долгорукова (1671). Состоял в объезде в Москве, в Кремле (1672), здесь он записан с прозванием "Урюпа". Воевода в Брянске (1673-1675).
Владел поместьями и вотчинами: Борисово, Мансурово, Станки, Крутце, Пожилино, Картмазово, Развалиша Бушмаково, Коростыли и Шекшиха в Суздальском уезде, Козляково в Московском уезде, Васюково, Лошкино и Карповской Шуйского уезда.